# Капириэль, Китсон
Китсон Капириэль (родился 10 декабря 1993 года) — спринтер из Федеративных Штатов Микронезии. Он участвовал в летних Олимпийских играх 2016 года в беге на 100 метров среди мужчин; его время 11,42 секунды в предварительном раунде не позволило ему пройти в первый раунд.